# Владислав Левандовський
Владислав Левандовський (пол. Władysław Lewandowski; 27 червня 1917, Мелітополь — 19 серпня 1999, Торунь) — польський історик, що спеціалізувався на  військовій історії XIX і XX ст.

## Біографія
Владислав Левандовський походив із збіднілого поміщицького роду. Він відвідував школу фонду Войцеха та Анелі Гурських у Варшаві, потім навчався у  Кадетській школі офіцера кавалерії у Грудзьондзу. Він служив у  3-му полку шеволежерів. Після поразки полку у польській кампанії 1939 р. він потрапив до табору війсковополонених Oflag II C Woldenberg.
Після війни працював в Управлінні Головної військової книгарні у 1947—1948 рр., а потім заступником голови юридичної та історичної редакції «Książka i Wiedza» («Книга і знання») у 1948—1952 рр.
У 1952 р. Левандовський закінчив навчання в  Університеті Миколая Коперника в  Торуні за фахом історика. Працював у  Варшавському університеті у 1952—1955 рр. та у Педагогичному університеті (WSP) у Варшаві (1954—1955). У 1955 році був працевлаштований в університеті імені Миколая Коперника. У 1962 р. здобув там ступінь доктора. Предметом його дисертації була «Політична та соціальна діяльність Валентина Юзефа Вінценті Цвірковського 1788—1859». Керівником був Вітольд Лукашевич. У 1970 році отримав звання доцента. У 1972—1974 роках був заступником директора Інституту історії та архівних наук імені Миколая Коперника. З 1979 року до виходу на пенсію в 1987 році він був начальником військово-історичної кафедри.
Левандовський також працював у  Академії офіцерів ракетних та артилерійських військ у Торуні у 1980—1987 рр.

## Творчість
- Bohdan Baranowski, Władysław Lewandowski, Nietolerancja i zabobon w Polsce w wieku XVII i XVIII, wyd. Książka i Wiedza (wyd. I — 1950[2], wyd. II — 1987).